# محمدمحسن امامی
محمد محسن امامی فرزند محمدرضا امامی و پدر علی‌نقی امامی بود که هر سه از کتیبه‌نویسان و خوشنویسان صاحب‌نام خط ثلث در دوره صفوی بوده‌اند. که مجموعاً یک سده به کار کتیبه‌نگاری بناهای مختلف اصفهان، قم، مشهد و قزوین اشتغال داشته‌اند.
از محمد محسن کتیبه‌های زیادی در بناهای تاریخی اصفهان در سدهٔ یازدهم و اوایل دوازدهم هجری به یادگار مانده است. محمدمحسن امامی اگرچه نستعلیق و نسخ را خوش می‌نوشته اما تخصّص او در خط ثلث بوده و کتیبه‌هایی که از او بر جای مانده، بیشتر به خط ثلث نوشته شده است. او در دوران شاه سلیمان صفوی و ابتدای سلطنت شاه سلطان حسین زندگی می‌کرده است.